# Frères Robert
Pour les articles homonymes, voir Robert.
« Nicolas-Louis Robert » redirige ici. Ne pas confondre avec Louis Nicolas Robert.

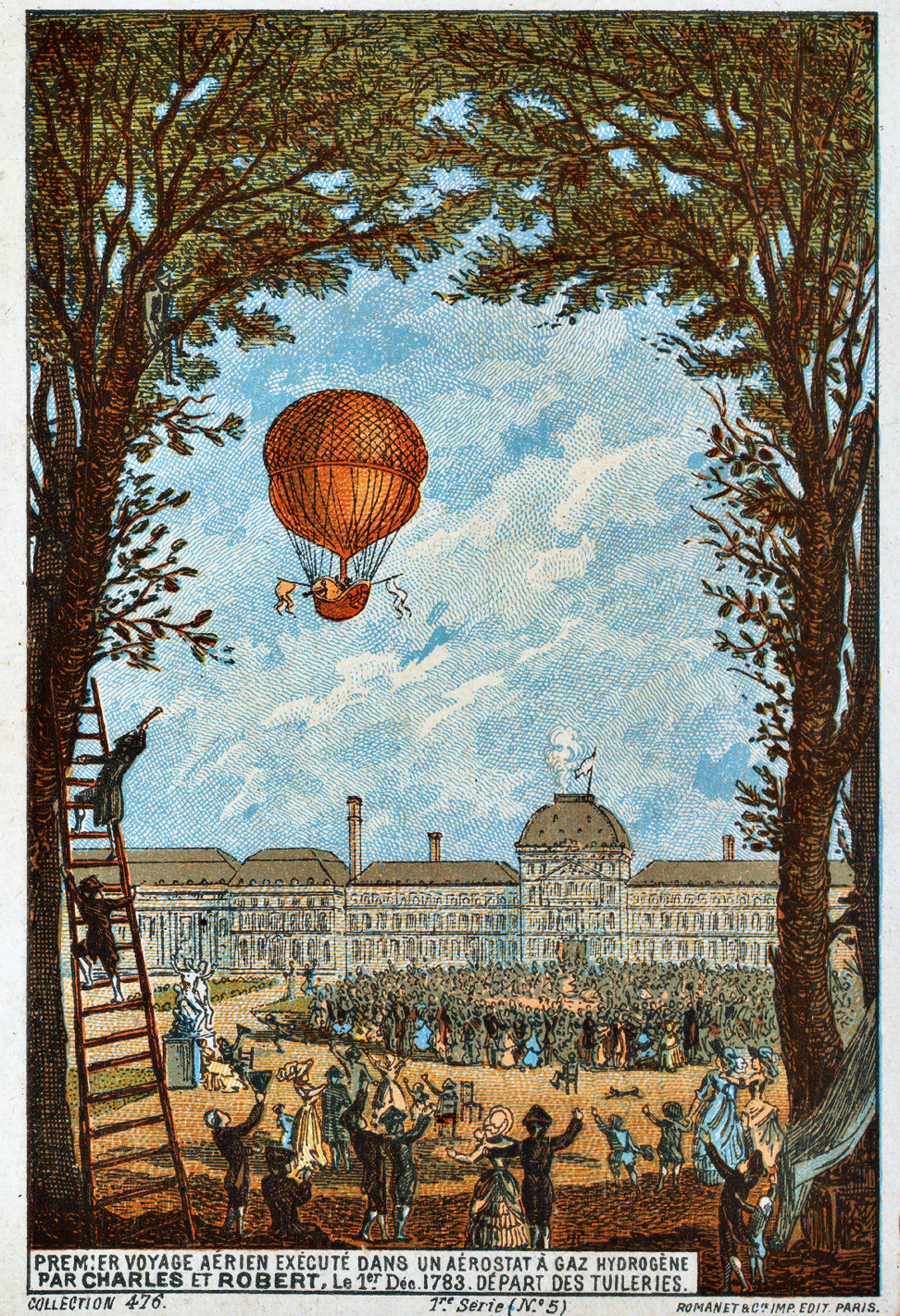
Premier envol du ballon à gaz des frères Robert et de Jacques Charles en 1783.

Les frères Robert sont deux frères, Anne-Jean Robert (1758–1820) et Nicolas-Louis Robert alias Marie-Noël Robert (Paris, 1761 - Dreux, 1828), ingénieurs et aérostiers, qui ont construit avec le professeur Jacques Charles, le premier ballon à gaz d'hydrogène qui a volé depuis le centre de Paris le 27 août 1783.

## Historique
Jacques Charles et les frères Robert ont lancé leur premier ballon (premier ballon au monde rempli au gaz hydrogène) le 27 août 1783.
Le ballon était relativement modeste, une sphère de 35 mètres cubes de soie caoutchoutée, et seulement capable de soulever environ 9 kg de charge.

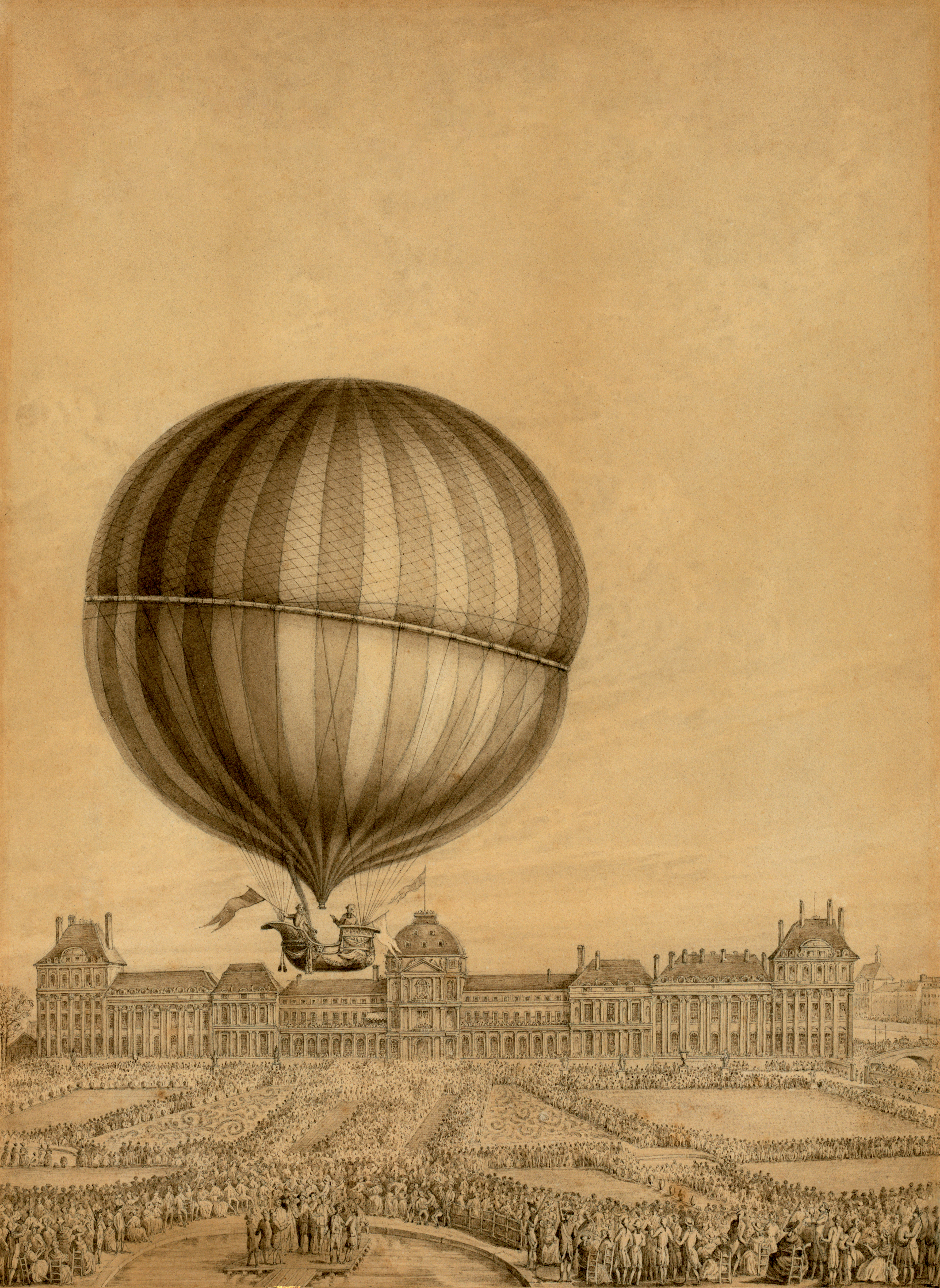
Envol du ballon des frères Robert depuis le jardin des Tuileries.

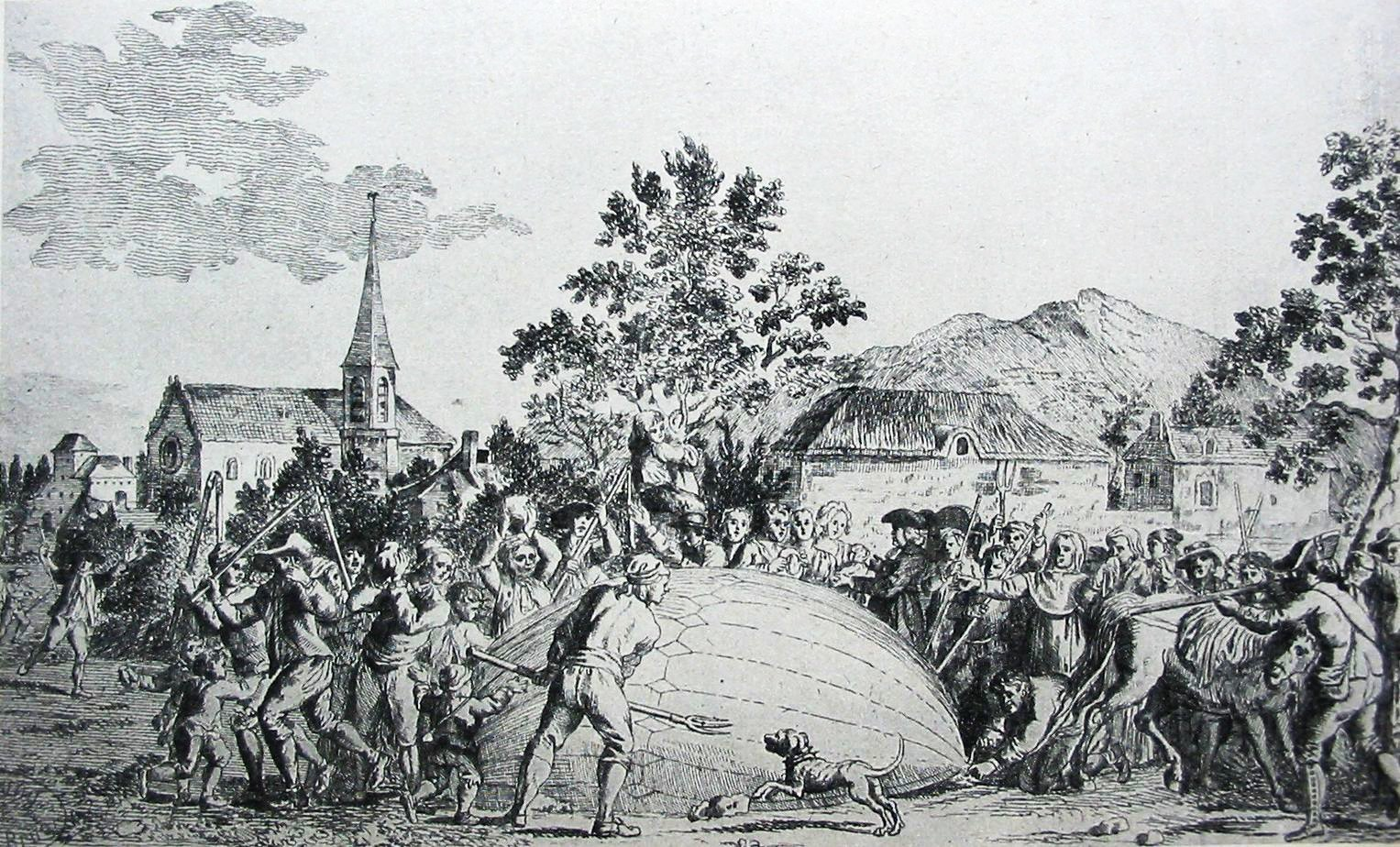
Atterrissage du ballon à gaz des frères Robert et de Jacques Charles.

Les frères Robert collaborèrent avec Jacques Charles à la construction du premier ballon à hydrogène habité du monde dans leur atelier de la place des Victoires à Paris. Le 1er décembre 1783, le professeur Jacques Charles et les frères Robert firent le premier vol en ballon à gaz. Jacques Charles était accompagné par Nicolas-Louis Robert en tant que copilote. L'enveloppe du ballon contenait 380 mètres cubes d'hydrogène. Ils s'envolèrent depuis le jardin des Tuileries à Paris. Leur ballon rempli d'hydrogène a volé à près de 3 000 mètres d'altitude, est resté en l'air pendant plus de 2 heures et a parcouru une distance de 44 kilomètres, et l'atterrissage se situa dans la petite ville de Nesles-la-Vallée. Ce ballon était équipé d'un baromètre et d'un thermomètre qui permit à ce premier vol en ballon à gaz à fournir des mesures météorologiques de l'atmosphère au-dessus de la surface de la Terre. 
Les frères Robert expérimentèrent ensuite avec un ballon de forme elliptique allongée pour l'enveloppe d'hydrogène. Ils ont tenté d'orienter leur engin orientable allongé à l'aide de rames et de parasols grâce à la collaboration de Jean-Baptiste Meusnier. La conception intégrait un ballonnet interne de la conception de Meusnier, d'un gouvernail et d'une méthode inefficace basée sur l'utilisation d'un parasol, de pagaies pour la propulsion.
Le 15 juillet 1784, les frères volèrent durant 45 minutes de Saint-Cloud à Meudon avec M. Collin-Hullin, Louis Philippe II et le duc de Chartres dans leur ballon allongé. L'aérostat était équipé de rames pour la propulsion et la direction, mais elles s'avérèrent inutiles. L'absence d'une soupape de décharge de gaz signifie que le duc devait réduire le ballonnet pour empêcher la rupture quand ils ont atteint une altitude d'environ 4 500 mètres. 

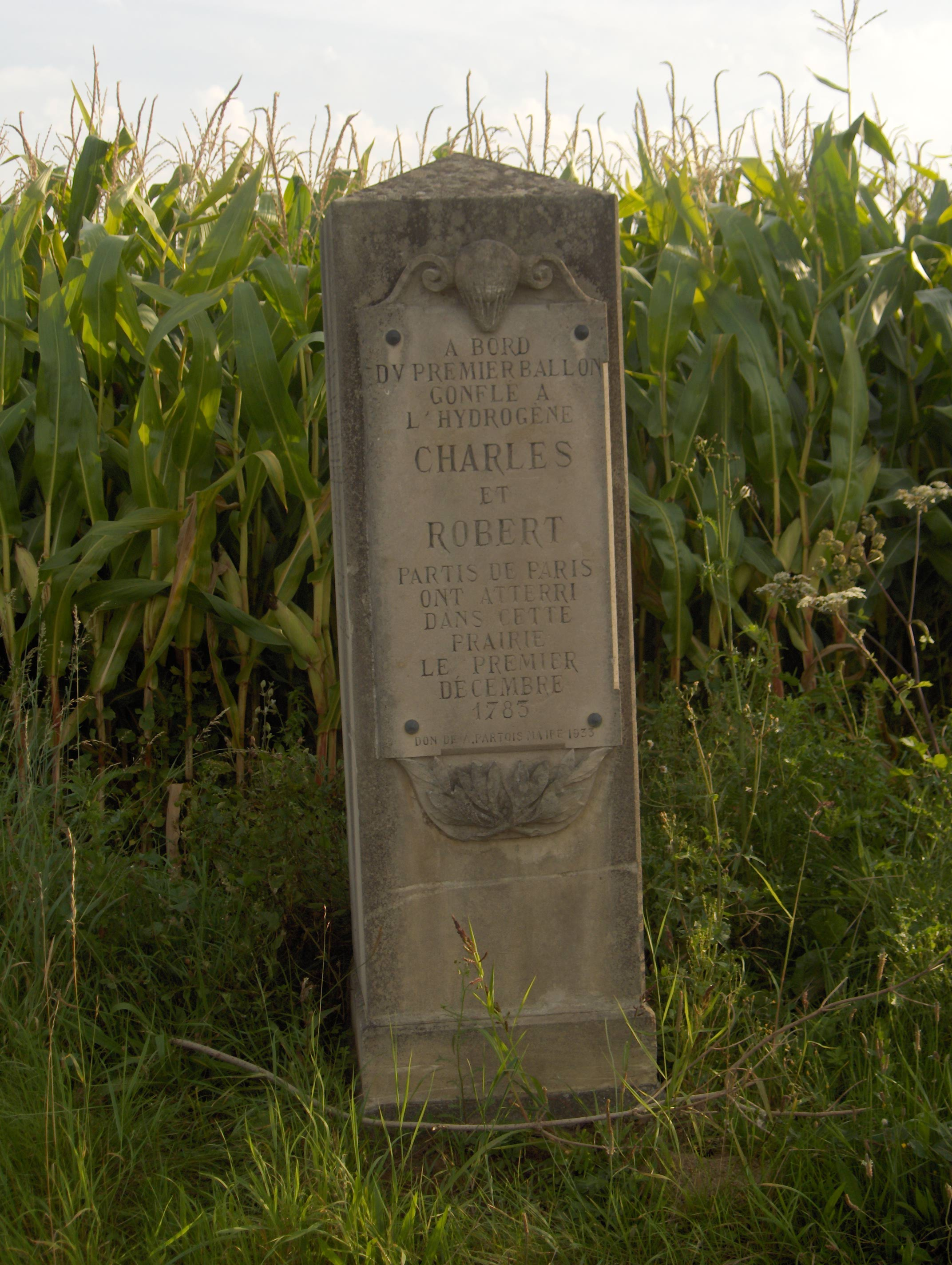
Stèle Charles et Robert à Nesles-la-Vallée.

Le 19 septembre 1784, les frères et M. Collin-Hullin volaient pendant 6 h 40 min, couvrant 186 km de Paris à Beuvry près de Béthune, frôlant à l’atterrissage les ailes d'un moulin. En route, ils passèrent Saint-Just-en-Chaussée et la région de Clermont de l'Oise. Ce fut le premier vol de plus de 100 km.